# Lucilia pallescens
Lucilia pallescens este o specie de muște din genul Lucilia, familia Calliphoridae, descrisă de Shannon în anul 1924. Conform Catalogue of Life specia Lucilia pallescens nu are subspecii cunoscute.